# Amtsbezirk Purkersdorf
Der Amtsbezirk Purkersdorf war um die Mitte des 19. Jahrhunderts eine Verwaltungseinheit im Viertel unter dem Wienerwald in Niederösterreich.
Der Amtsbezirk war der Kreisbehörde in Wiener Neustadt unterstellt und besorgte deren Amtsgeschäfte vor Ort. Die Zuständigkeit erstreckte sich neben Purkersdorf auf die damaligen Gemeinden Breitenfurth, Gablitz, Hadersdorf, Laab, Mauerbach, Pressbaum, Tullnerbach und Wolfsgraben.
Der Amtsbezirk umfasste dabei 8 Gemeinden mit 7.627 Einwohnern (lt. Zählung von 1851).